# Тронка
Тро́нка — посёлок в Березанском районе Николаевской области. Орган местного самоуправления — Даниловский сельский совет. Название в переводе с украинского означает Ковбелл.

## Расположение
Посёлок расположен на границе Березанского и Николаевского районов Николаевской области на юго-западной окраине знаменитого военного полигона Широкий Лан.

## Описание
По переписи 2001 года в Тронке проживает около 378 человек разных национальностей. Население занимается преимущественно домашним хозяйством (скотоводство, свиноводство). Есть девятилетняя школа, два магазина, клуб, современный, но недействующий детский сад.